# Átrej
Átrej (v německém originále Atréju) je fiktivní postavou a zároveň hlavním hrdinou románu a filmu Nekonečný příběh. Jedná se o mladého indiánského chlapce, který je povolán, aby našel lék pro Dětskou císařovnu. Během své cesty společně se svým rádcem a ochráncem Aurynem (náhrdelník Dětské císařovny) potkává různá roztodivná stvoření. Společně se svým věrným drakem Falkem a taky i Bastianem Baltazarem Buxem (Oliver Barret) zdolávají nebezpečné situace a odolávají zlým nepřátelům, mezi které patří např. Nicota a Gmork.
Átreje hraje Noah Hathaway.